# Stenopogon scheno
Stenopogon scheno là một loài ruồi trong họ Asilidae. Stenopogon scheno được Walker miêu tả năm 1849.